# Yutaka Fukufuji
Yutaka Fukufuji, född 17 september 1982, är en japansk ishockeymålvakt. Han debuterade i Los Angeles Kings den 13 januari 2007 mot St. Louis Blues som den förste japanfödde spelaren i NHL någonsin. Vid tillfället var Los Angeles Kings båda ordinarie målvakter skadade och lagets tredjemålvakt Barry Burst släppte in fem mål i den aktuella matchen. Då fick Fukufuji hoppa in. Han räddade bl.a. ett slagskott av Doug Weight och släppte in ett mål, men han kunde inte hjälpa sitt lag till seger. Det slutade 5-6 till St. Louis, och en förlust noterades i hans statistik.
Fukufuji gjorde sedan ytterligare tre inhopp samma månad innan lagets målvaktssituation blev bättre, och han skickades åter till farmarlaget Manchester Monarchs.
Men redan den 15 december 2006 ingick han i truppen som reservmålvakt under en match, men gjorde inget inhopp vid tillfället.